# Dusona kasparyani
Dusona kasparyani là một loài tò vò trong họ Ichneumonidae.